# Галф Хилс (Мисисипи)
Галф Хилс (енгл. Gulf Hills) насељено је место без административног статуса у америчкој савезној држави Мисисипи.

## Демографија
По попису из 2010. године број становника је 7.144, што је 1.244 (21,1%) становника више него 2000. године.
| Група             | 2000.         | 2010.         |
| Белци             | 4.728 (80,1%) | 5.222 (73,1%) |
| Афроамериканци    | 626 (10,6%)   | 995 (13,9%)   |
| Азијати           | 344 (5,8%)    | 456 (6,4%)    |
| Хиспаноамериканци | 119 (2,0%)    | 270 (3,8%)    |
| Укупно            | 5.900         | 7.144         |